# Złoty Potoczek
Złoty Potoczek – niewielki potok będący lewym dopływem Strzystarskiego Potoku na północnych stokach Tatr Bielskich na Słowacji. Powstaje w głęboko wciętym Złotym Żlebie. Jego dno jest kamieniste z niewielkimi progami, zbocza bardzo strome i porośnięte lasem. Potok uchodzi na wysokości około 1120 m. Znajduje się w dorzeczu Popradu.
Nazwę potoku utworzył Władysław Cywiński w 4 tomie przewodnika Tatry.